# Jolmske
Kholmian  (ucraniano: Холмське) es una localidad del Raión de Bolhrad en el Óblast de Odesa de Ucrania. Según el censo de 2024, tiene una población de 1752 habitantes.